# رونی گاردنر
رونی گاردنر (انگلیسی: Rony Gardner) بازیکن هاکی روی چمن اهل پاکستان است.
وی در مسابقات کشوری و بین‌المللی در مجموع برندهٔ ۱ مدال طلا شده‌است.